# Wojna o niepodległość Erytrei
Wojna o niepodległość Erytrei – długotrwały konflikt pomiędzy organizacjami niepodległościowymi Erytrei (Erytrejski Front Wyzwolenia i Erytrejski Ludowy Front Wyzwolenia) a rządem Etiopii. Wojna rozpoczęła się w latach 60. XX wieku i przedłużyła się do czasu etiopskiej wojny domowej. Zakończyła się zwycięstwem rebeliantów w 1991 roku, wraz z upadkiem rządu wojskowego Dergu Mengystu Hajle Marjama.

## Geneza
Północne regiony Etiopii wraz z Erytreą stanowią historyczną kolebkę państwa etiopskiego. Rejony te odgrywały poważną rolę w procesie formowania się etiopskiej państwowości i region strategiczny (po otwarciu Kanału Sueskiego). Etiopia o dostęp do morza z obszaru Erytrei na przestrzeni lat walczyć musiała z Egiptem, Włochami, Wielką Brytanią czy Sudanem (powstanie Mahdiego). W 1890 roku Erytrea stała się kolonią Włoch. W 1936 roku doszło do włoskiej inwazji na Etiopię, która doprowadziła do aneksji Etiopii i utworzenia z Somalilandu, Erytrei i Etiopii terytorium zwanego jako Włoska Afryka Wschodnia. Gdy w 1941 roku terytoria te zostały wyzwolone spod okupacji, Erytrea znalazła się czasowo pod zarządem brytyjskim. W tych warunkach rodziła się świadomość społeczna Erytrejczyków. Wśród ludności narastały coraz bardziej wyraźne różnice podsycane przez władze. Ludność podzieliła się na zwolenników przyłączenia do Etiopii, niepodległościowców oraz zwolenników przyłączenia do Sudanu (nurt popularny pośród islamskiej części mieszkańców). Także Etiopia próbowała ingerować w sprawy wewnętrzne Erytrei poprzez wspieranie działających na jej obszarze proetiopskich formacji politycznych.
Po zakończeniu II wojny światowej kwestia przynależności Erytrei trafiła przed Zgromadzenie Ogólne Narodów Zjednoczonych, które w 1950 roku opowiedziało się za przyłączeniem Erytrei do Etiopii na zasadzie federacji. Do formalnego połączenia doszło w roku 1952. Federację poparł opanowany przez zwolenników unii ruch regionalnych parlamentarzystów. Najbardziej znani przeciwnicy zjednoczenia zostali zmuszeni do emigracji. Pierwszego premier Erytrei – Tedla Bairu, zmuszono do ustąpienia, a jego miejsce zajął proetiopski Asfaha Woldemichael.
W znajdującej się pod etiopskim panowaniem Erytrei rozpoczęto proces wynarodowienia. Język tigrinia i arabski będące dotychczasowymi językami urzędowymi, zastąpiono amharski. Na obszarze kraju wprowadzono ścisłą cenzurę i rozwiązano partie polityczne oraz związki zawodowe. Wywołało to sprzeciw lokalnej ludności. Jeszcze w latach 50. powstał opozycyjny Erytrejski Ruch Wyzwolenia. Na rzecz niepodległości działali przede wszystkim muzułmańscy emigranci w państwach arabskich. Działacze ci zyskiwali poparcie rządów państw arabskich, co było spowodowane niechęcią Arabów do chrześcijańskiego cesarza Etiopii oraz jego proizraelskiej i proamerykańskiej polityki.
W 1960 roku w Kairze spotkali się najaktywniejsi działacze niepodległościowi. W 1961 roku utworzono Erytrejski Front Wyzwolenia (ELF) i jego zbrojne skrzydło – Erytrejską Armię Wyzwolenia. Przewodniczącym ugrupowania został Mohamed Idris. Na akcje militarne Frontu rząd reagował masowymi represjami na ludności cywilnej, co jedynie wzmocniło ruch oporu.
W 1962 roku z formalnej inicjatywy parlamentu erytrejskiego rozwiązano federację, a Erytrea została włączona do Etiopii. Wywołało to kolejną falę niezadowolenia.

## Frakcje wyzwoleńcze
Erytrejski Front Wyzwolenia, który rozpoczął kampanię rebeliancką, nie był ugrupowaniem jednolitym. Od początków działalności uległ podziałowi frakcyjnemu. Z ELF wykrystalizowały się trzy frakcje. Najsilniejszą z nich była grupa Isajasa Afewerki skupiająca głównie chrześcijan (do czasu utworzenia frakcji Afewerkiego byli oni sceptyczni wobec ruchu wyzwoleńczego obawiając się dominacji muzułmanów w przyszłym państwie Erytrei.) popierających ideologię socjalizmu. Frakcja występowała pod nazwą Erytrejski Front na Rzecz Niepodległości, a od 1970 roku jako Erytrejskie Siły Wyzwoleńcze. Socjaliści działali głównie w rejonie Akele Guzaj. Drugim ugrupowaniem był utworzony przez Osmana Sabbe Sekretariat Generalny (dysponował militarnymi Ludowymi Siłami Wyzwolenia), który działał głównie na wybrzeżu Morza Czerwonego. Trzecią z frakcji byli Obelites, działający głównie na nizinnych terenach w okolicach Barka. Grupa skupiała głównie ludność plemienia Beni – Amer.
Każda z frakcji ELF działała osobno. W styczniu 1972 roku w Bejrucie odbyło się spotkanie, na którym zdecydowano o powołaniu Erytrejskiego Frontu Wyzwolenia – Ludowych Sił Wyzwolenia. Organizacja ta skupiała wszystkie trzy frakcje, przy czym każda z nich zachowała osobne nazwy. Współpraca między frakcjami nie trwała długo, a wkrótce zaczęły się one zwalczać wzajemnie. Przeciwko nim wystąpiła także macierzysta organizacja, której ówczesnym liderem był Tedla Bairu (był premier erytrejski). ELF rozbiła frakcje Obelites i grupę Osmana Sabbe, niemniej jednak nie zdołała zaszkodzić socjalistom Afewerki. Frakcja Afewerki przyciągnęła oprócz chrześcijan także muzułmanów, którzy odcinali się od fanatyzmu religijnego. Hasła głoszone przez socjalistów erytrejskich stały się bardzo atrakcyjne wśród młodych i wykształconych mieszkańców kraju oraz emigracji erytrejskiej w Europie i Ameryce Północnej. Lewicowe postulaty przyczyniły się do poparcia Afewerki przez państwa socjalistyczne.
W 1973 roku grupy Isajasa Afewerki i Osmana Sabbe połączyły się tworząc Front Wyzwolenia Ludu Erytrei, który w 1977 roku przyjął ostateczną nazwę – Erytrejski Ludowy Front Wyzwolenia (EPLF). Grupa ta odcięła się od ELF i przyjęła taktykę ostrej walki politycznej oraz zbrojnej z tymże ugrupowaniem. Polityka ta okazała się skuteczna, a EPLF stał się dominującym nurtem niepodległościowym. Konkurencja między frakcjami dwukrotnie (w 1972 i 1974) doprowadziła do wzajemnych walk zbrojnych między organizacjami.

## Przebieg walk
Do czasu upadku rządów cesarza Hajle Syllasie I ugrupowania niepodległościowe działały na zasadach partyzanckich. W Etiopii nazywano ich bandytami, a rząd stosował przeciwko nim gazy bojowe i napalm. Pacyfikacje nasiliły się w 1970 roku, gdy armia cesarska przeprowadziła czystki, których ofiarą padli cywilni mieszkańcy całych wiosek.
Sytuacja rebeliantów uległa poprawie po obaleniu przez wojsko (przy poparciu społecznym) cesarza w 1974 roku. W miejsce rządu monarchistycznego utworzony został Derg, który ogłosił Etiopię krajem socjalistycznym i zbliżył się do Chin, a następnie ZSRR. Derg przyznał, że problem Erytrei jest poważny i przychylniej patrzył na ugrupowania niepodległościowe. Wojskowi wierzyli, że skoro separatyści mają poparcie państw socjalistycznych i w większości lewicowe poglądy polityczne, to uda się rozwiązać konflikt pokojowo. Ministrem obrony w rządzie junty został Aman Mikael Andom będący z pochodzenia Erytrejczykiem. Nowy minister rozpoczął negocjacje pokojowe. 23 listopada 1974 roku minister obrony zginął z rąk zwolenników Mengystu Hajle Marjam będącego rzeczywistym autorem puczu wojskowego. Zabójstwo wojskowego nie wpłynęło na sytuację w Erytrei, gdzie nadal panował względny spokój. Ugrupowania separatystów wykorzystały chaos w Etiopii na przygotowanie się do regularnej wojny.
W lutym 1975 roku separatyści otoczyli Asmarę będącą stolicą Erytrei. Siły rebeliantów dokonały przeistoczenia sił partyzanckich w regularną armię. Bitwa o stolicę zakończyła się klęską buntowników, którzy stracili w niej setki żołnierzy. Walki o miasto rozpoczęły nowy etap wojny o niepodległość.
Derg ogłosił mobilizację, w ramach której powołano do armii setki tysięcy chłopów. W marcu 1976 roku do Erytrei wysłano sto tysięcy chłopów uzbrojonych w przestarzałe karabiny. Celem ekspedycji było stłumienie erytrejskiego separatyzmu. Żołnierze nie dotarli nawet do granicy Erytrei, zaatakowani na terenie prowincji Tigraj przez sprzymierzony z Erytrejczykami Tigrajski Ludowy Front Wyzwolenia. Resztki ekspedycji rozbiły oddziały EPFL w okolicy Zalambesa. Fiasko rządowej kampanii skłoniło Derg do ponownych negocjacji. 16 maja 1976 roku wojskowi ogłosili dziesięciopunktowy plan pokojowy, opierający się na amnestii i rehabilitacji buntowników oraz na utworzeniu autonomii erytrejskiej w ramach federacji. Plan nie wszedł w życie ze względu na twardą postawę separatystów. Niepodległościowcy ponadto wykorzystując rzekomo skruszonych rebeliantów umieścili w oddziałach etiopskich własnych szpiegów.
Do 1977 roku separatyści zajęli większość obszaru Erytrei, w rękach junty pozostały jedynie większe miasta. W 1978 roku sytuacja zmieniła się na skutek mobilizacji społecznej po stronie rządu zapoczątkowanej inwazją somalijską na Ogaden. Etiopia w trakcie konfliktu z sąsiadem uzyskała wsparcie radzieckie i kubańskie. Wzmocniona armia zdołała odbić większość miast zajętych przez ruch oporu w Erytrei. Zmuszeni do ucieczki w górzyste obszary partyzanci z ELF i EPLF po raz kolejny podjęli rozmowy z Dergiem. Odbyły się one w Berlinie Wschodnim, nie przynosząc żadnego skutku, przyczyniły się jednak do sojuszu pomiędzy grupami ruchu oporu.
W 1981 roku ponownie doszło do walk pomiędzy ELF a EPLF. Do 1983 roku ELF został praktycznie w całości rozbity przez konkurencyjne ugrupowanie. Słabnący ELF ograniczył się do dyplomatycznego zachęcania Moskwy do pośredniczenia między nim a rządem Etiopii w sprawie przyszłości Erytrei. EPLF kontynuował kampanię partyzancką samodzielnie.
W 1982 roku Derg rozpoczął w Asmarze akcję pod nazwą Obóz Czerwonej Gwiazdy. Stojący na czele junty Mengystu przeniósł tam tymczasowo siedzibę i najważniejsze organy władzy. Do miasta ściągnięto znanych artystów, inżynierów, architektów, dziennikarzy, a w całym kraju propaganda głosiła hasła odbudowy Erytrei. Z jednej strony rząd prowadził intensywne działania gospodarcze w regionie, z drugiej kontynuował eliminację ruchu partyzanckiego. W trakcie akcji liczba etiopskich żołnierzy w kraju osiągnęła dwieście tysięcy funkcjonariuszy. Do siedziby partyzanckiej w Nacfa wysłano II Dywizję. Zanim dotarła ona na miejsce, partyzanci przegrupowali się, wskutek czego bitwa zakończyła się porażką Etiopczyków. Ofensywa kosztowała Etiopię jedenaście tysięcy zabitych, tysiące rannych i wziętych do niewoli. Po porażce kampanii akcję Obozu Czerwonej Gwiazdy zakończono, a najważniejsze organy władzy przeniesiono do Addis Abeby.
W marcu 1988 roku oddziały EPLF zdobyły Afabet, kwaterę główną armii etiopskiej w Erytrei. Separatyści zdobyli sprzęt wojskowy, w tym około 60 czołgów. W 1989 roku w Nairobi rozpoczął się proces pokojowy między rządem Etiopii a partyzantami z Erytrei. W rozmowach wziął udział reprezentant Stanów Zjednoczonych Jimmy Carter. Rozmowy nie przyniosły większych rezultatów, w efekcie czego wojnę kontynuowano. W tym samym roku EPLF zasilił szeregi Etiopskiego Ludowo-Rewolucyjnego Frontu Demokratycznego. W 1990 roku większość Erytrei znajdowała się pod rządami partyzantki. W pierwszej połowie 1991 roku oddziały antyrządowej koalicji zajęły stolicę kraju doprowadzając do upadku junty wojskowej. W 1993 roku w Erytrei odbyło się referendum niepodległościowe zakończone sukcesem separatystów.
W walkach po stronie erytrejskiej zginęło 60 tysięcy żołnierzy i 90 tysięcy cywilów, po stronie etiopskiej natomiast 80 tysięcy żołnierzy.

## Wsparcie zagraniczne
ELF uzyskał wsparcie finansowe i materialne państw takich jak Syria, Irak, Iran, Sudan, Somalia, Tunezja i Arabia Saudyjska. Do 1977 roku wsparcia udzielała Libia a do 1974 roku Kuba i ZSRR. Również Organizacja Wyzwolenia Palestyny wyrażała swoje wsparcie dla erytrejskiej niepodległości.
EPLF z kolei zaopatrywane i finansowane było przez Chiny, Sudan, Somalię, Libię (od 1977), Syrię i okresowo (w maju 1991 roku) przez Stany Zjednoczone.
Etiopia w okresie cesarstwa wspierana była przez Stany Zjednoczone i Izrael. W trakcie rządów junty z kolei przez ZSRR i Izrael.